# Hoya golamcoana
Hoya golamcoana är en oleanderväxtart som beskrevs av D. Kloppenburg. Hoya golamcoana ingår i släktet Hoya och familjen oleanderväxter. Inga underarter finns listade i Catalogue of Life.